# Plaça de la Independència (Castelló de la Plana)
La plaça de la Independència de Castelló de la Plana (Plana Alta, País Valencià), coneguda popularment com a plaça de La Farola pel monumental fanal que presideix la plaça.
La plaça serveix de nexe d'unió de les dues avingudes més transitades de la ciutat, la Ronda Millars i Ronda Magdalena, a l'extrem nord-est del Parc Ribalta, connectant-les al centre urbà de Castelló de la Plana.
El nom de la plaça està dedicada a la Guerra de la Independència Espanyola (segle xix) i el lloc on s'alça La Farola, el bisbe de Tortosa va coronar a la Mare de Déu del Lledó (patrona de la ciutat) el 1924. Una placa recorda l'esdeveniment. Altres elements arquitectònics ressenyables són els edificis modernistes de la plaça, destacant la coneguda com Casa de les Cigonyes, al número 7.
Durant les festes de la Magdalena s'ubica la gaiata Farola-Ravalet corresponent al sector 6.